# Klášter paulánů na Place Royale
Klášter paulánů na Place Royale (fr. Couvent des Minimes de la place Royale) je zaniklý klášter řádu Nejmenších bratří sv. Františka z Pauly v Paříži. Nacházel se v severní části Place Royale, nynější Place des Vosges, ve 3. obvodu. Během Velké francouzské revoluce byl klášter zrušen a posléze zbořen. Dochovaly se pouze pozůstatky fasády klášterního kostela na domě č. 12 v Rue des Minimes a Rue de Béarn, které jsou chráněny jako historická památka.

## Historie
První klášter paulánů byl u Paříže ve vsi Nigeon založen již v roce 1493. V letech 1585–1588 pak vznikl další v Bois de Vincennes. Přímo v hlavním městě se však podařilo zřídit klášter až v 17. století. Dne 19. července 1610 mniši zakoupili část zahrad bývalého paláce Tournelles. Základní kámen kláštera byl položen 18. září 1611 a mniši získali podporu mnoha donátorů (včetně Marie Medicejské). Stavba kostela byla téměř dokončena v roce 1629. Jeho fasáda byla realizována po roce 1657 pod vedením Françoise Mansarta. Práce dokončil architekt Peter Thevenot v letech 1672–1677.
Klášter byl v roce 1790 zrušen. V roce 1798 byl klášterní kostel zbořen a klášterní budovy přeměněny na četnická kasárna. Původní budovy byly zbořeny v roce 1911 a na jejich místě byla postavena nová kasárna.

## Architektura
Fronton portálu byl ozdoben tympanonem, ve kterém byl zobrazen papež Sixtus IV. vysílající svatého Františka z Pauly, zakladatele řádu, do Francie.
Klášterní kostel byl jednolodní bazilikální s jedním vchodem a 12 bočními kaplemi, po šesti na každé straně.
Hlavní oltář kostela byl zdoben kanelurovými sloupy z mramoru z Dinanu, které v roce 1618 daroval Charles de la Vieuville, markýz de Verneuil. Oltářní obraz představoval kopii obrazu Daniela da Volterra Snímání z kříže, jehož originál se nachází v Trinità dei Monti v Římě.
Po pravé straně od oltáře se nacházely kaple sv. Františka z Pauly, kaple sv. Michaela a sv. Saturnina, kaple sv. Františka Saleského, kaple Notre-Dame-du-Bon-Secours, kaple sv. Jana z Boha, kaple sv. Markéty.
Po levé straně se nacházely kaple sv. Mikuláše, kaple sv. Karla Boromejského, kaple sv. Josefa, kaple s oltářem svaté Rodiny a sv. Františka z Pauly, kaple rodiny de Castille, kaple rodiny de Verthamon.